# Konfabuláció
A konfabuláció (latin: confabulatio; jelentése: „meseszövés”) kóros pontatlanság, a visszaemlékezés során az emlékek kiegészítése vagy cseréje nem valós, fantázia szülte elemekkel.

## A jelenség leírása
A hétköznapi emlékezeti működésnek az emlékezeti illúziók teljesen normális részei, azonban létezik egy felidézési zavar, amelyben a pontatlanság már kóros méreteket ölt. Ezt a patologikus méretű téves emlékezést nevezi a klinikai szakirodalom konfabulációnak. Ilyenkor általában kétoldali frontálislebeny-károsodás áll a háttérben, ami a figyelemmel és a viselkedés kontrolljával kapcsolatban okoz problémát. A téves emlékek felidézése, vagyis a konfabuláció számos neuropszichológiai betegcsoportnál előfordul. Leggyakrabban személyes epizodikus emlékekkel kapcsolatban jelenik meg, de nem ritka a tényszerű emlékek konfabulálása sem. A betegek beszámolói sok ellentmondást tartalmaznak és bizarrnak hatnak. Komplex, színes emlékeket hívnak elő, amelyek gyakran részben, olykor teljesen hamisak. Ezek a betegek általában folyékonyan, nagy részletességgel beszélnek a múltjukról, de az elmondásaik legtöbb esetben megbízhatatlanok, a beteg később általában teljes egészében tagadja is a korábbi történeteket.
Alan Baddeley és Wilson egy esetben egy olyan beteggel kerültek szembe, nevezzük R. J.-nek, aki egy autóbaleset következtében halántéklebeny-károsodást szenvedett. Az illető részletes, de meglehetősen változó beszámolókat adott a balesetről. A beszámolók minden alkalommal különböztek egymástól, és mivel a balesetet követően hetekig eszméletlen volt, valószínűtlennek tűnik, hogy egyáltalán emlékezhetett valamire is a történtekből. Egy alkalommal a levél hívószóra azt mesélte el, hogy hogyan írt bátyja haláláról a nagynénikéjének. A valóságban viszont a bátyja remekül érezte magát. Mikor rámutattak erre az ellentmondásra, a beteg azt állította, hogy a fivére halála után a szülei örökbe fogadtak egy fiút és a testvére után nevezték el. Kissé sem volt meglepő, mikor erről is kiderült, hogy ez sem tükrözi a valóságot. R. J.-nek általános hajlama volt a konfabulációra, amit a tesztelési helyzettől függetlenül is állandóan mutatott. A családjával is épp úgy viselkedett, mint az őt kezelő pszichológusokkal, így valószínűleg nem szándékosan akarta félre vezetni kezelőit. Hitt az illúzióiban.
Moscovitch is foglalkozott konfabuláló emberekkel, egyik paciense, H. W. olyan lényeges élettörténeti adatokkal kapcsolatokban is tévedt , amelyekről azt hihetnénk, hogy mindenki álmából felébresztve is helyesen emlékezik (pl.: 30 éve házas és ő annak a tudatában van, hogy csupán 4 hónapja esküdtek meg feleségével; vér szerinti gyermekeiről azt állítja, hogy örökbe fogadták őket, és szüleiről még mindig úgy beszél, mintha élnének, holott több mint egy évtizede elhunytak). 
A konfabuláló betegek nem azt élik meg, hogy amnéziásak lennének korábbi életük eseményeire, épphogy azt hiszik, hogy részletes és pontos beszámolókat adnak élettörténetükből. 
Az emlékezet károsodása önmagában nem elég indok, hiszen a legtöbb amnéziás beteg nem mutat igazi konfabulációt, habár néha megpróbálják blöfföléssel eltitkolni, hogy nem emlékeznek valamire. A gyenge emlékezet és a hiányzó figyelmi kontroll kombinációjából adódik e tünet. Az utóbbit a munkamemória központi végrehajtójának működése látná el normális esetben. Azok a betegek, akiknél ez a rendszer elégtelenül működik, nagyon nehezen tudják szétválasztani az igazi emlékeket a fantáziájukból származó asszociációktól és e nehéz szűrési feladat helyett inkább a könnyebbik megoldást, a fantáziát választják, nem pedig a homályos valóságos emlékeket. A kontextus sokszor hamis, néha viszont a megfelelő kontextust hívja elő a személy (Baddeley, 2001).
Általában akkor jelentkezik a konfabuláció, mikor a betegnek saját életével kapcsolatos emlékeket kell előhívnia, ritkán pedig tényszerű információk előhívása közben. Ám meg kell különböztetni ezt az állapotot a pszichotikus téveszmerendszerektől. Vegyük például a szkizofrénia egyes fajtáit, melyekben a beteg összetett téveszmés rendszerrel rendelkezik, ami az emlékek torzulását is magával vonhatja, ezzel szemben a konfabuláció ép tudati működés mellett jön létre. Igaz, hogy folyamatosan rosszul emlékezik az illető, de nem szakad el a környező események reális interpretációjától.
Leggyakrabban a Korszakov-szindrómában szenvedők esetében találkozhatunk konfabulációval. Ez a kór a hosszú ideig tartó, krónikus alkoholfogyasztás során jön létre. A Korszakov-szindróma mellett az agy vérellátását biztosító artériák sérülése, főként az elülső agyi ér károsodásakor alakulhat ki konfabuláció, mert ezek az erek látják el vérrel az emlékezési előhívás folyamataiban részt vevő agyterületeket. Gilboa és Moscovitch 79 konfabuláló beteget vizsgálva arra a következtetésre jutott, hogy e területeket ventromediális prefrontális kéreg és a hozzá kapcsoló struktúrák alkotják, melyek elsősorban a septum, a fornix, a gyrus cinguli és az anterior hipothalamus.
Bizonyos esetekben hasonló súlyos tüneteket okozhat a dorzolaterális prefrontális régió sérülése, mely a homloki lebeny egy másik elülső területét alkotja. Azonban akad egy zavaró tényező, miszerint a Korszakov-szindrómások egy részének emlékezeti zavarai valóban amnéziás eredetűek, vagyis az emlékeik hiányának róhatók fel, nem pedig a konfabulációnak (DeLuca, J., 2000), emellett nem csak a frontális lebeny sérülése okozhatja ezt az állapotot.

## Magyarázó elméletek
- Kettős léziós elmélet: A frontális lebeny és a bazális ganglionok (az agy kéreg alatt elhelyezkedő szürkeállományos törzsmagvak) sérülése váltja ki a konfabuláció jelenségét, míg a hippocampus, a temporális (halánték) lebeny és egyéb struktúrák károsodása pedig az amnéziás tünetekért felelős. Manapság egyre népszerűbb és elfogadottabb e teória.
- Kompenzációs elmélet: a konfabuláció azért jön létre, mert a beteg az emlékezetében támadt űrt kétségbeesetten próbálja kitömködni, vagyis kompenzálni igyekszik azt kitalációival. Sokáig tartotta magát ez az elmélet, de számos hiányossága miatt (miért hisz a beteg a kitalált emlékeiben és hogy miért jelenik meg ez a tünet apátiás, szociális elismerésre kicsit sem fogékony betegeknél is) ma már elavult.
- Forrászavar elmélet (Kopelmann, 1999): a beteg nem tud referenciapontokat kijelölni az előhívás során, így rossz kontextusba helyez bizonyos emlékeket. Ezt bizonyítja, hogy a frontális sérülést szenvedő alanyok rosszul teljesítenek a téri-idői kontextusának meghatározásában, a kronológiai sorrend becslésében.
- Előhívási elmélet (Baddeley, 2001): E szerint az előhívásnak kétféle típusát különíthetjük el. Az egyik az asszociatív, hívóingerfüggő előhívás (a hívóinger automatikus eléri a célingert), a másik a stratégiai előhívás (keresési folyamatok útján állítjuk elő a hívóingereket és majd csak akkor kapcsolnak be az ellenőrző, vagy monitorozó műveletek, ha a célingerek már megvannak). Az utóbbi sérülése okozhatja a konfabulációt e teória szerint. A monitorozó műveletek károsodása esetén a beteg nem képes megkülönböztetni a valódi emlékeit és a tévesen aktiválódott információkat.